# Germo
Germo (makedonsky: Ѓермо, albánsky: Xherma) je vesnice v Severní Makedonii. Nachází se v opštině Tetovo v Položském regionu.

## Historie
Podle osmanských záznamů z let 1626–1627 spadala vesnice do provincie Kalkadelen (Tetovo) a žilo zde 19 rodin makedonské národnosti.
V 19. století byla vesnice již zcela albánskou osadou.

## Demografie
Podle statistiky Vasila Kančova z roku 1900 zde žilo 165 obyvatel, všichni albánské národnosti.
Podle sčítání lidu z roku 2002 žije ve vesnici 962 obyvatel, z toho pouze 2 obyvatelé jsou jiné národnosti, nežli albánské.